# Andreja Potisk Ribič
Andreja Potisk Ribič (23 giugno 1971) è un'ex sciatrice alpina slovena.
Agli inizi della carriera, prima della dissoluzione della Jugoslavia (1991), gareggiò per la nazionale jugoslava.

## Biografia
Specialista delle prove veloci originaria di Maribor, la Potisk Ribič debuttò in campo internazionale in occasione dei Mondiali juniores di Madonna di Campiglio 1988; in Coppa del Mondo ottenne il primo piazzamento l'8 febbraio 1991 a Garmisch-Partenkirchen in discesa libera, quando arrivò 14ª: tale risultato sarebbe rimasto il migliore nel massimo circuito internazionale della Potisk Ribič, che ai successivi Mondiali di Saalbach-Hinterglemm, sua prima presenza iridata, nella medesima specialità si classificò 13ª.
Nel 1996 prese per l'ultima volta il via in Coppa del Mondo, il 4 febbraio a Val-d'Isère in supergigante (20ª), e disputò i suoi secondi e ultimi Mondiali, ma nella rassegna iridata della Sierra Nevada non completò la prova nella medesima specialità. Il 5 marzo 1997 conquistò l'ultima vittoria, nonché ultimo podio, in Coppa Europa, a Les Arcs in supergigante; si ritirò al termine della stagione 1998-1999 e la sua ultima gara fu lo slalom speciale dei Campionati macedoni 1999, disputato il 1º marzo a Mavrovo. Non prese parte a rassegne olimpiche.

## Palmarès

### Coppa del Mondo
- Miglior piazzamento in classifica generale: 83ª nel 1991

### Coppa Europa
- 3 podi (dati dalla stagione 1994-1995):
  - 1 vittoria
  - 2 terzi posti

#### Coppa Europa - vittorie
| Data         | Località | Paese   | Specialità |
| ------------ | -------- | ------- | ---------- |
| 5 marzo 1997 | Les Arcs | Francia | SG         |

Legenda:

SG = supergigante

### Campionati jugoslavi
- 1 medaglia (dati parziali)[1]:
  - 1 argento (discesa libera nel 1987)

### Campionati sloveni
- 5 medaglie (dati parziali fino alla stagione 1994-1995)[2]:
  - 1 oro (supergigante nel 1991)
  - 3 argenti (supergigante nel 1995; discesa libera, supergigante nel 1996)
  - 1 bronzo (discesa libera nel 1995)